# Houston (Schiff, 1943)
Die Houston, auch USS Houston (Kennung: CL-81), war ein Leichter Kreuzer der Cleveland-Klasse der United States Navy, die im Zweiten Weltkrieg gebaut wurden. Diese Schiffsklasse war der Nachfolger der vorherigen Brooklyn-Klasse, die durch den Londoner Flottenvertrag in der Größe limitiert war. Der Beginn des Krieges führte zur Auflösung sämtlicher Verträge zur Rüstungskontrolle, allerdings verhinderte der starke Bedarf an neuen Schiffen einen komplett neuen Entwurf und die Cleveland-Klasse hatte die gleichen Rümpfe wie die Kreuzer der Brooklyn-Klasse, waren aber erheblich schwerer. Der Kreuzer wurde im Pazifikkrieg eingesetzt und überstand zwei separate Treffer von Lufttorpedos im Oktober 1944.

## Entwurf

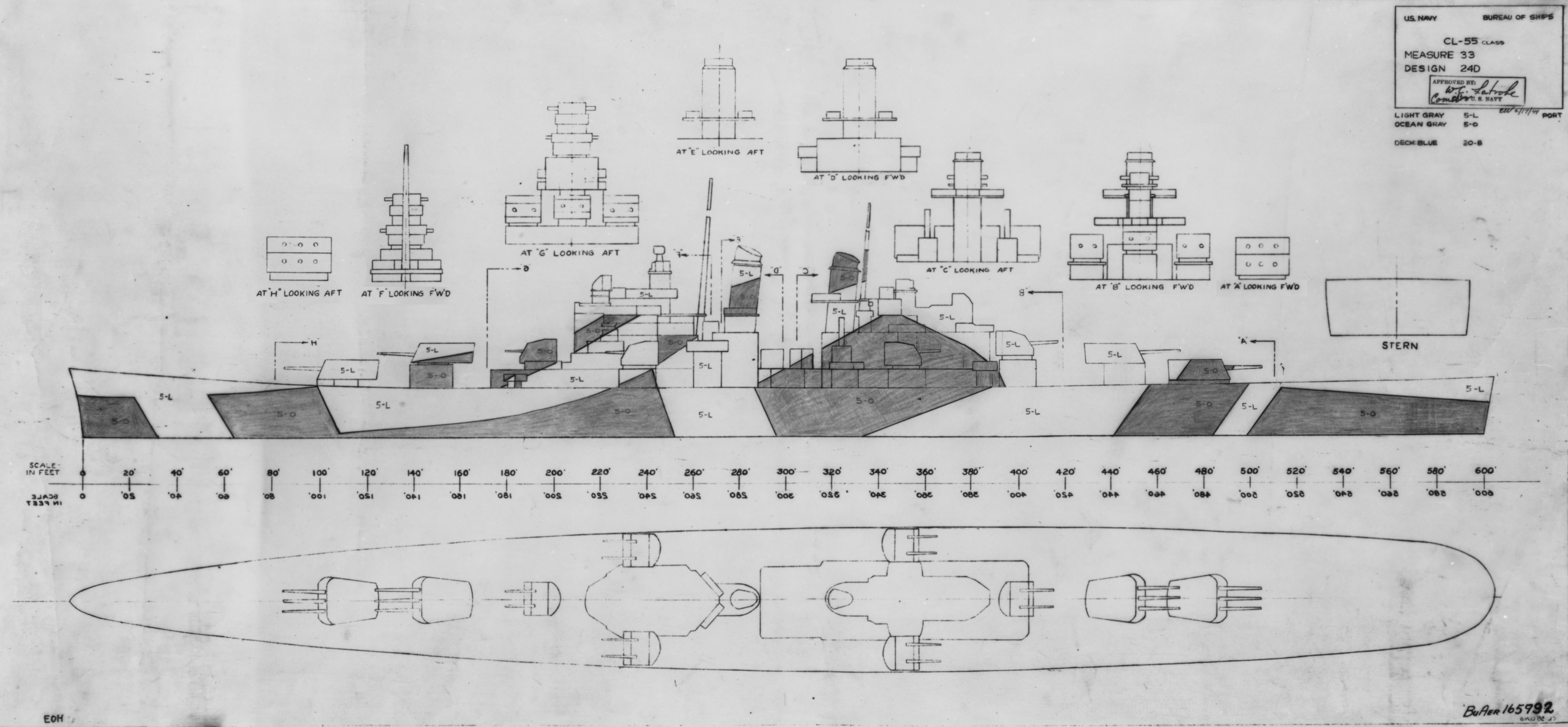
Darstellung der Cleveland Klasse mit Tarnanstrich

Der Entwurf der Leichten Kreuzer der Cleveland-Klasse stammte aus den späten dreißiger Jahren, als die Verdrängung eines Leichten Kreuzers noch gemäß des Zweiten Londoner Flottenvertrages auf 8.000 long tons (8.128 metrische Tonnen) begrenzt war. Nach dem Kriegsausbruch im September 1939 gab Großbritannien bekannt, den Vertrag bis nach Kriegsende auszusetzen, eine Entscheidung, der die US Navy schnell folgte. Obwohl die Vereinigten Staaten noch neutral waren, drohte doch Krieg und der dringende Bedarf an zusätzlichen Schiffen schloss einen völlig neuen Entwurf aus. So waren die Kreuzer der Cleveland Klasse nur eine leichte Weiterentwicklung der früheren Kreuzer der Brooklyn-Klasse. Der hauptsächliche Unterschied zwischen den Klassen bestand im Austausch des dritten 15,2 cm Drillingsturmes auf dem Vordeck gegen einen Doppelturm mit 12,7 cm Mehrzweckgeschützen.
Die Houston war 186,0 m lang, hatte eine Breite von 20,2 m und einen Tiefgang von 7,5 m. Die Verdrängung betrug 11.744 ts und stieg voll beladen auf 14.131 ts. Das Schiff wurde von vier General Electric Dampfturbinen angetrieben, die jeweils eine Schraubenwelle mit Dampf aus vier Ölbetriebenen Babcock & Wilcox-Kesseln versorgten. Mit 100.000 PS (75.000 kW) erreichte das Schiff eine Höchstgeschwindigkeit von 32,5 Knoten (60,2 km/h). Die Besatzung bestand aus 1285 Offizieren und Mannschaften.
Die Hauptartillerie der Houston bestand aus zwölf 15,2-cm-Geschützen mit der Kaliberlänge 47 in vier Drillingstürmen auf der Mittschiffslinie, jeweils zwei vorn und hinten. Die Sekundärartillerie bestand aus zwölf 12,7 cm Mehrzweckgeschützen mit einer Kaliberlänge von 38 ebenfalls in Doppeltürmen. Zwei von den sechs Türmen standen auch auf der Mittschiffslinie, jeweils hinter den beiden 15,2 cm Türmen vorn und achtern, zwei standen an back- und steuerbord neben den Brückenaufbauten vorn und den Aufbauten am Heck. Die Flugabwehr bestand aus vierzig 40 mm L/60 Bofors Flugabwehrgeschützen in 4 Vierfach- und vier Doppellafetten sowie einundzwanzig 2 cm Oerlikon Flugabwehrgeschützen in Einzelaufstellung.
Der Gürtelpanzer der Houston hatte Mittschiffs eine Stärke von 127 mm nach vorn und achtern verjüngte er sich auf 89 mm. Die Querschotten waren 130 mm dick. Das Deck war mit 51 mm starkem Stahl geschützt. Die 15,2 cm Türme hatten an der Frontseite eine Panzerung von 170 mm und von 76 mm an den Seiten und oben und die Barbetten waren mit 15,2 cm gepanzert.  Die Brücke der Houston war an den Seiten mit 12,7 cm gepanzert.

## Geschichte

### Bau und Probefahrten
Die Houston wurde am 4. August 1941 bei der Newport News Shipbuilding & Dry Dock Company in Newport News im Bundesstaat Virginia auf Kiel gelegt, noch unter dem Namen  Vicksburg. Am 12. Oktober 1942 wurde sie in Houston umbenannt, weil am 30. Mai, 1.000 Marinerekruten, die sogenannten 'Houston Volunteers' in einer Einweihungszeremonie in Houston vereidigt wurden. Da es aber noch 19 Monate dauerte, bis die Houston in Dienst gestellt wurde, diente nur einer der 'Volunteers' an Bord des Schiffes. Der Stapellauf des fertiggestellten Rumpfes war am 19. Juni 1943, im Dezember des gleichen Jahres war die Ausrüstung beendet und am 20. Dezember wurde die Houston in Dienst gestellt. Am 1. Februar lief das Schiff aus, um die Probefahrten zu absolvieren. Zunächst fuhr sie in die Karibik und kehrte dann nach Boston für abschließende Übungen zurück. Am 16. April fuhr sie durch den Panamakanal nach San Diego und anschließend nach Pearl Harbor, wo sie am 6. Mai ankam und noch einige Wochen weitere Übungen abhielt.

### Zweiter Weltkrieg
Die Houston verließ Hawaii später im Mai, erreichte Majuro am 31. und wurde Teil der Fast Carrier Task Force, damals der 5. US-Flotte zugehörig. Sie wurde der Task Group (TG) 58.4 zugeteilt, die den großen Flugzeugträger Essex und die Leichten Träger Langley und Cowpens umfasste. Im Juni 1944 begann die Operation Forager. Am 5. Juni lief die Flotte aus Majuro aus und begann am 12. Juni mit den Luftangriffen auf die Inseln, um die amphibische Landung vorzubereiten, die mit der Landung auf Saipan am 15. Juni begann. Der Gegenangriff der japanischen Ersten Mobilen Flotte resultierte in der Schlacht in der Philippinensee am 19. Juni 1944. Nach dem Rückzug der japanischen Flotte beteiligte sich die Houston an der Küstenbeschießung Guams und Rotas. Danach kehrte sie nach Eniwetok zurück, um Munition und Vorräte zu bunkern.
Inzwischen war die 'Fünfte US-Flotte' in die 'Dritte US-Flotte' umbenannt worden und die Einheiten wurden auch neu nummeriert. Die Houston wurde der TG 38.2 zugeteilt. In dieser TG waren auch die Träger Bunker Hill, Intrepid, und Hancock, die Leichten Träger Independence und Cabot, und die Schlachtschiffe Iowa und New Jersey. Am 30. August 1944 lief die Flotte aus, um die Luftangriffe auf Palau zu beginnen und damit die Landung auf Peleliu vorzubereiten. Die Flugzeuge der Träger griffen am 6. September 1944 die Inseln an und danach beschoss die Houston gemeinsam mit mehreren Zerstörern Peleliu und andere umliegende Inseln. Vom 12.-14.9. wurde der Schwerpunkt der Angriffe ins Gebiet der zentralen Philippinen verlegt, um vom 17. bis zum 19. September die amerikanischen Truppen, die am 15. September auf Peleliu gelandet waren, zu unterstützen. Die Flotte fuhr dann zum Ulithi-Atoll, auf dem am 23. September US-Truppen gelandet waren und einen Stützpunkt errichteten. Sie kamen am 1. Oktober dort an. Die Flotte wurde wieder reorganisiert und die Houston wurde der TG 38.1 zugeteilt, der auch die Träger Hornet und Wasp und die Leichten Träger Cowpens und Monterey angehörten.

#### Formosa und Okinawa

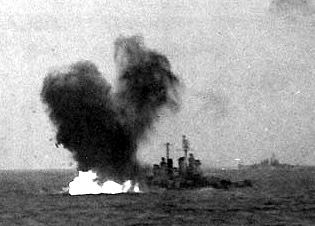
Second torpedo strike on Houston

Am 6. Oktober lief die Fast Carrier Task Force aus, um Luftangriffe gegen japanische Ziele im Westpazifik durchzuführen. Zunächst wurde Okinawa am 10. Oktober angegriffen, gefolgt von Formosa zwei Tage später. Die Luftschlacht über Formosa dauerte drei Tage an und führte zu starken Verlusten bei der 2. japanischen Luftflotte, die auf Formosa stationiert war. Am 14. Oktober erhielt die Houston während eines Angriffs japanischer Torpedobomber einen Torpedotreffer in einen ihrer Maschinenräume. Das Wasser, das durch das Leck eindrang, überschwemmte alle vier Maschinenräume, wodurch die Stromversorgung an Bord des Schiffes unterbrochen wurde. Der Torpedo hatte die Steuerbordseite getroffen und da die Houston gerade bei 25 kn (46 km/h) eine Wende nach Steuerbord machte und dabei nach Backbord krängte, traf der Torpedo den Schiffsboden. Trotzdem konnte das Team der Schiffssicherung das eindringende Wasser unter Kontrolle bringen und die Houston über Wasser halten. Später konnten sie sogar etwas von dem eingedrungenen Wasser abpumpen.
Zunächst nahm der Schwere Kreuzer Boston nahm die Houston ins Schlepptau, um das beschädigte Schiff zu einer Werft zu schleppen. Später in der Nacht übernahm dann der Flottenschlepper Pawnee diese Aufgabe. Da die Mannschaft der Houston wegen der Beschädigungen an Bord nicht mehr untergebracht und versorgt werden konnte, wurden alle bis auf den Kapitän und die Schadensbegrenzungsteams von Bord genommen. Sie und die Canberra, die bereits am 13. Oktober durch einen Lufttorpedo beschädigt worden war, wurden am 16. Oktober von der 2. japanischen Luftflotte angegriffen. Dabei erhielt die Houston einen zweiten Torpedotreffer, diesmal im Heck, direkt über dem Ruder. Durch die dem Treffer folgende Explosion fing der Steuerbordtank für den Flugzeugtreibstoff des Aufklärungsflugzeuges Feuer und setzte auch den Hangar des Flugzeuges in Brand. Obwohl die verbliebene Mannschaft das Feuer rasch unter Kontrolle bekam, litt der Auftrieb und die Stabilität des Schiffes noch mehr. Weitere 300 Mann der Besatzung wurden von Bord genommen und nur noch 200 Mann zur Schadensbegrenzung blieben während des Rückzuges des Schiffes zurück.
Die japanische Führung plante, diese Formation abzufangen und setzte die U-Boot Gruppe A mit den Booten I-26, I-45, I-53, I-54 und I-56 und die 2. Angriffsgruppe unter Vizeadmiral Shima mit den Schweren Kreuzern Nachi, Ashigara, dem Leichten Kreuzer Abukuma und den Zerstörern Akebono, Ushio, Kasumi, Shiranuhi, Wakaba, Hatsushimo, Hatsuharu und Suzutsuki von der Seto-Inlandsee aus gegen die beschädigten Schiffe an. Die Flotte von Vizeadmiral Shima wurde allerdings von mehreren US U-Booten nach dem Auslaufen aus der Inland See gemeldet und erreichte die beschädigten Schiffe nicht.
Die Houston und die Canberra erreichten Ulithi am 27. Oktober. Dort wurde die Houston mit Unterstützung des Werkstattschiffs USS Hector (AR-7) behelfsmäßig repariert. Es gab auf Ulithi kein Dock, das groß genug gewesen wäre, die Houston aufzunehmen. Die wichtigsten Reparaturen am Rumpf wurden trotzdem durchgeführt und das eingedrungene Wasser wurde abgepumpt. Nach Abschluss der Arbeiten konnte sie zur Insel Manus, einer der Admiralitätsinseln fahren, wo sie am 20. Dezember ankam. Dort lag das Schwimmdock USS ABSD-2, das groß genug war, den Kreuzer aufzunehmen. Der Rumpf wurde abgedichtet und das noch vorhandene Wasser aus dem Schiff gepumpt. Außerdem wurden zwei ihrer Dampfkessel wieder in Betrieb genommen, so dass die Maschinen zwei und drei wieder liefen und sie im Februar wieder auslaufen konnte. Von den Admiralitätsinseln lief sie zur New York Navy Yard, die sie am 24. März 1945 erreichte und wo sie vollständig wieder hergestellt wurde. Die Arbeiten dauerten bis zum 11. Oktober 1945. Der Krieg war inzwischen mit der Kapitulation Japans auch im Pazifik beendet. Die Houston erhielt wegen ihres Dienstes im Krieg drei Battle Stars.

### Nachkriegseinsätze
Nach ihrer Rückkehr in den aktiven Dienst führte Houston eine Auffrischungsschulung für ihre Besatzung in der Karibik durch. Anschließend schloss sie sich den abgehaltenen Trainingsmanövern vor Newport, Rhode Island an. Am 16. April 1946 brach sie zu einer Goodwill-Kreuzfahrt auf, um europäische Häfen zu besuchen, darunter Städte in Skandinavien, Portugal und Italien. Außerdem besuchte sie Ägypten als sie durchs Mittelmeer fuhr. Die Houston kehrte am 14. Dezember 1945 in die USA zurück und nahm bis zum 17. Mai 1947 an verschiedenen Übungen teil. Zu dieser Zeit wurde sie der 12. Kreuzerdivision für eine weitere Reise ins Mittelmeer unterstellt. Am 16. August kehrte sie nach Philadelphia zurück und wurde am 15. Dezember außer Dienst gestellt. Sie wurde der Reserveflotte zugeteilt und verblieb im Bestand der Marine bis zum 1. März 1959, als sie aus dem Schiffsregister gestrichen und zum Abwracken verkauft wurde.

## Galerie

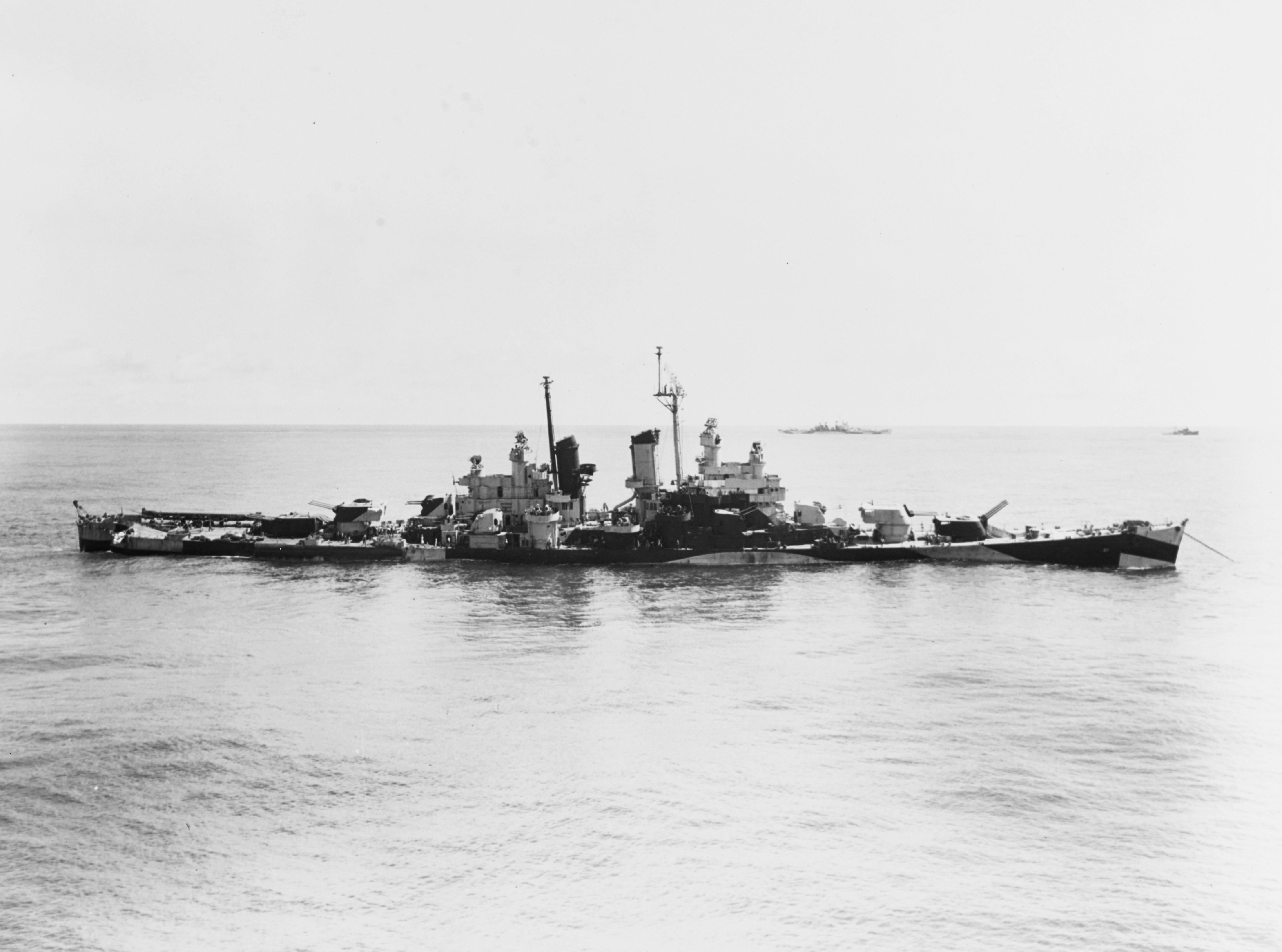
Houston tief im Wasser liegend am 17. Oktober 1944
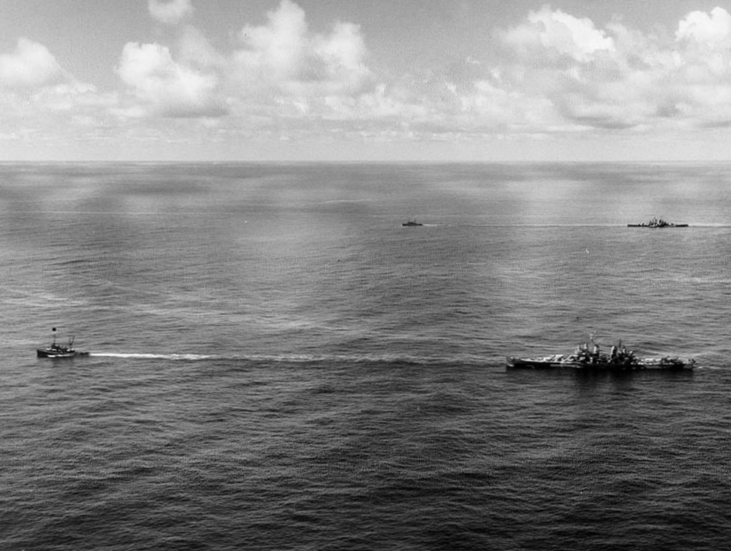
Canberra (vorn) und Houston werden nach Torpedotreffern abgeschleppt
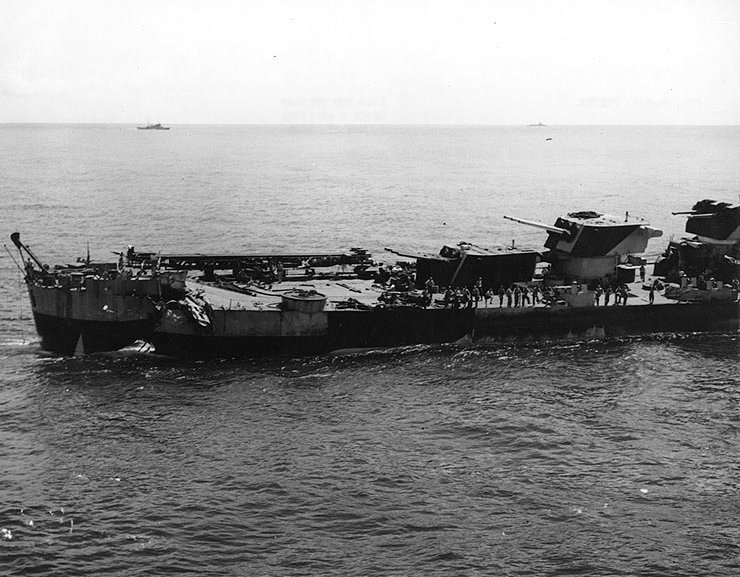
Das Heck der Houston nach dem Torpedotreffer
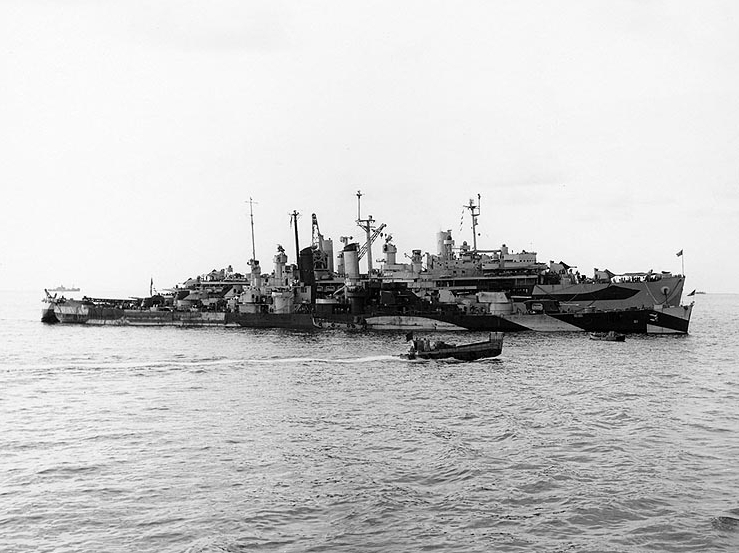
Houston längsseits des Werkstattschiffs Hector in Ulithi im November 1944

## Weitere Informationen
- John Grider Miller: The Battle to Save the Houston, October 1944 to March 1945. Naval Institute Press, Annapolis 1985 (englisch).